# Молдавер, Бенюмен Лейбович
Беню́мен Ле́йбович Молда́вер (28 мая 1928, Тульчин — 30 июля 2014, Санкт-Петербург) — советский и российский учёный в области фармацевтики и фармакокинетики. Доктор фармацевтических наук (1974), профессор (1974).

## Биография
В годы Великой Отечественной войны остался без семьи и находился в эвакуации в Алма-Ате, работал сапожником, позже рабочим обувной фабрики в Пятигорске. В 1951 году окончил Пятигорский государственный фармацевтический институт и до 1957 года работал начальником смены, затем участка и технологом цеха химической очистки пенициллина на Свердловском заводе медицинских препаратов. Затем был переведён в Свердловский научно-исследовательский институт антибиотиков, где занимался организацией опытной установки и синтезом противовирусных веществ в лаборатории химиопрепаратов. Заочно окончил Ленинградский технологический институт.
В 1960 году был принят в аспирантуру при кафедре фармацевтической химии Ленинградского химико-фармацевтического института. Диссертацию кандидата фармацевтических наук по теме «Исследования в области сульфирования 3,5-диоксопиразолидинов» защитил в 1963 году и продолжил работать на кафедре ассистентом, с 1967 года доцентом и с 1974 года профессором той же кафедры, а в 1976—2006 годах — заведующим кафедрой аптечной технологии лекарств Санкт-Петербургской государственной химико-фармацевтической академии (с 2006 года — профессор и старший научный сотрудник кафедры технологии лекарственных форм), в 2000—2011 годах также научный консультант ОАО «Фармацевтическая фабрика Санкт-Петербурга». Диссертацию доктора фармацевтических наук по теме «Исследование в ряду производных 3,5-диоксопиразолидина» защитил в 1974 году. Подготовил 30 кандидатов и 2 докторов фармацевтических наук.
Научные труды в области теоретических основ технологических процессов получения и переработки лекарственных средств, химии 3,5-диоксопиразолидинов, применения тонкослойной хроматографии в фармацевтическом анализе.

## Публикации
- Б. Л. Молдавер. Несовместимости лекарственных средств. Л.: ЛХФИ, 1989. — 53 с.; СПб: Санкт-Петербургская государственная химико-фармацевтическая академия, 1993. — 49 с.; там же — 2004. — 108 с.
- Б. Л. Молдавер. Асептически приготовляемые лекарственные формы. Л.: ЛХФИ, 1990. — 62 с.; СПб: СПбХФИ, 1993. — 51 с.